# Tobelite
La tobelite è un minerale appartenente al gruppo delle miche.